# Яковлево (Собинский район)
Яковлево — деревня в Собинском районе Владимирской области России, входит в состав Воршинского сельского поселения.

## География
Деревня расположена на берегу реки Колочка в 13 км на северо-восток от центра поселения села Ворша и в 25 км на северо-восток от райцентра города Собинка. 

## История
В конце XIX — начале XX века деревня входила в состав Кузнецовской волости Владимирского уезда, с 1926 года — в составе Ставровской волости. В 1859 году в деревне числилось 12 дворов, в 1905 году — 17 дворов, в 1926 году — 13 хозяйств.
С 1929 года деревня входила в состав Тетеринского сельсовета Ставровского района, с 1932 года — в составе Собинского района, с 1945 года вновь в Ставровском районе, с 1965 года — в составе Бабаевского сельсовета Собинского района, с 2005 года — в составе Воршинского сельского поселения. 

## Население
| 1859 | 1905 | 1926 |
| ---- | ---- | ---- |
| 91   | 140  | 66   |

| 1859 | 1905 | 1926 | 2002 | 2010 | 2021 |
| ---- | ---- | ---- | ---- | ---- | ---- |
| 91   | ↗140 | ↘66  | ↘1   | ↗3   | ↘2   |